# Anton Volmert

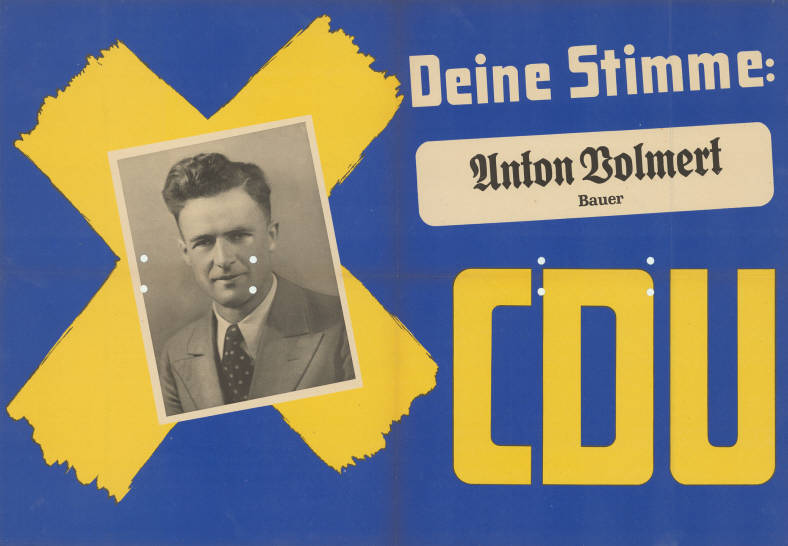
Anton Volmert auf einem Landtagswahlplakat 1950

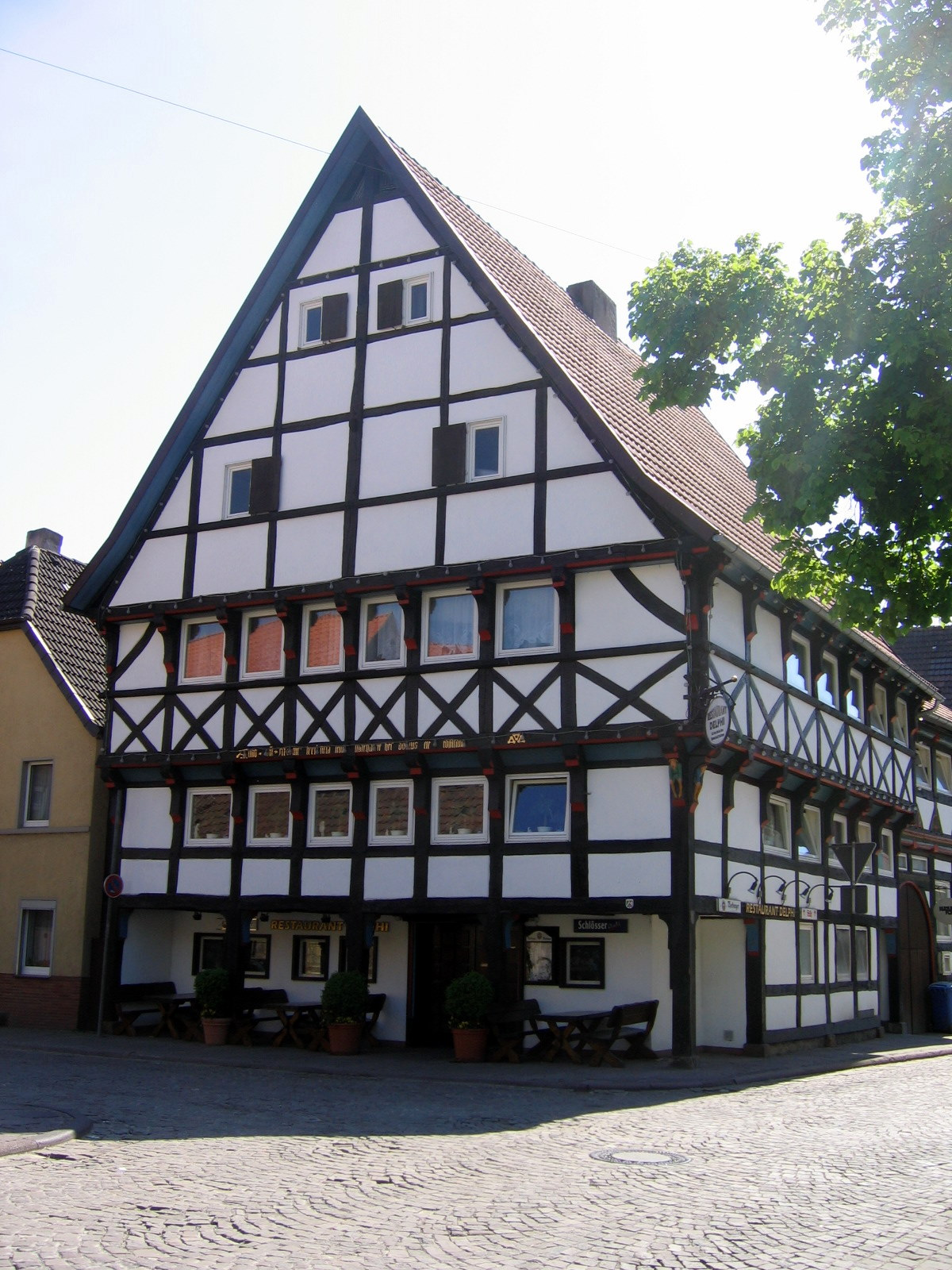
Das Eckmänneken-Haus in Warburg, Lange Straße 2 (1471), Stammhaus der Familie Leistenschneider

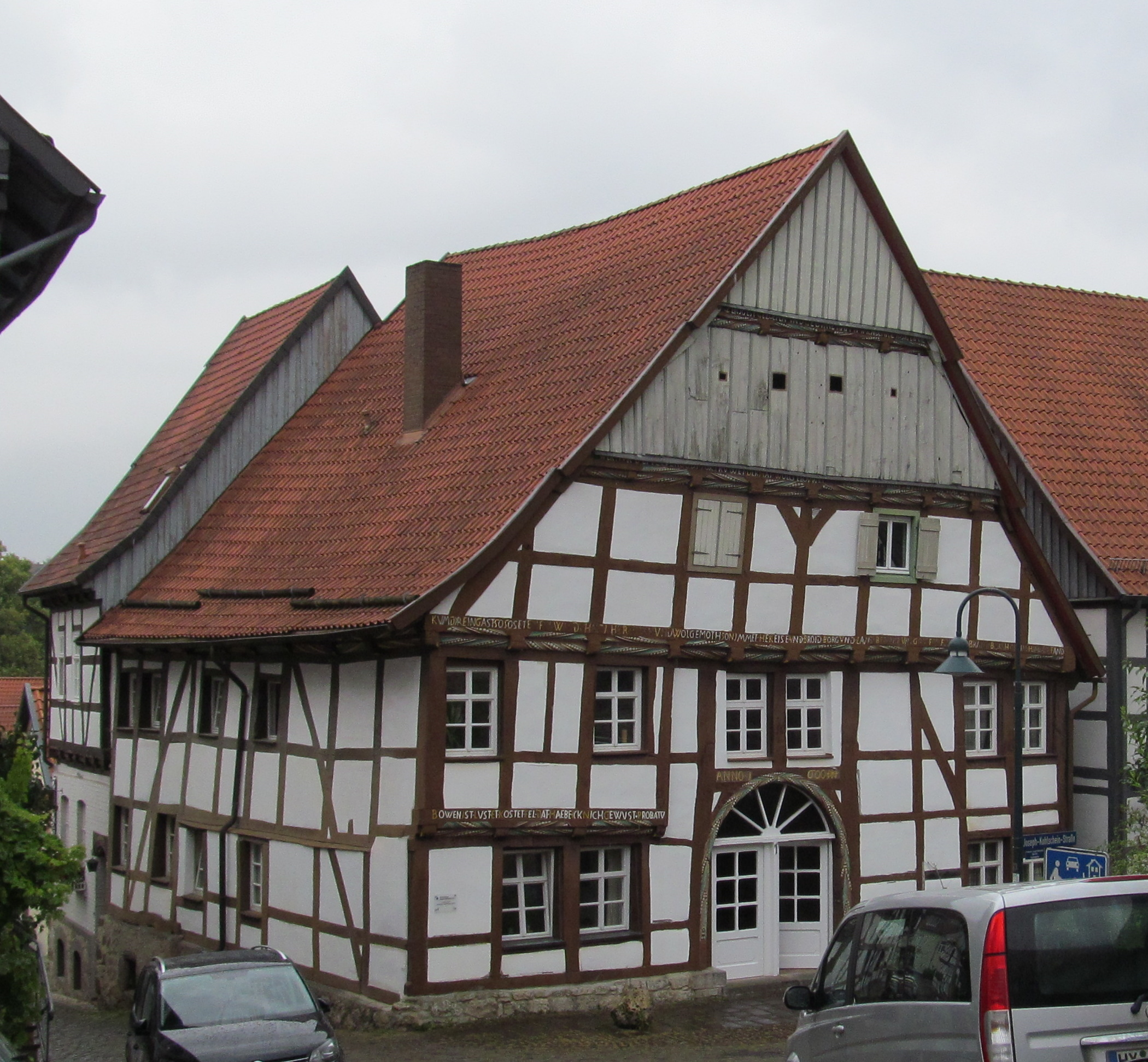
Die Rattenburg in Warburg, Josef-Kohlschein-Straße 1 (1600)

Anton Volmert (* 25. November 1909 in Ossendorf; † 19. November 1989) war ein deutscher Landwirt, Pädagoge, Politiker und Landtagsabgeordneter (CDU).

## Leben
Er war Sohn eines Baumeisters und wuchs in Ossendorf auf. Nach dem Besuch der Volksschule und des Gymnasium Marianums mit dem Abschluss Abitur studierte er Deutsch und Geschichte an den Universitäten in Köln und Graz. Er besaß die Lehrbefähigung für Mittel- und Volksschulen.
1935 heiratete er in Warburg-Altstadt die Hoferbin Maria ("Mimi") Leistenschneider. Sie stammte aus einer seit Generationen in der Warburger Altstadt ansässigen Ackerbürger-Familie, die sich vor allem mit Landwirtschaft und Bäckerei beschäftigte. Ihr gehörten ein großer, 1886 am Markt 5 neu erbauter Bauernhof mit einem dreigeschossigen Wohnhaus, der nach dem 1933 erlassenen Reichserbhofgesetz Marienhof genannt wurde, dazu ca. 38 ha Land. Neben dem Ackerbau gab es auch Pferde-, Rinder-, Schweine- und Schafhaltung sowie eine Gastwirtschaft im Erdgeschoss des Wohnhauses. Anton absolvierte noch eine landwirtschaftliche Ausbildung und war als Landwirt tätig. Zudem erlangte die Lehrbefähigung für landwirtschaftliche Berufsschulen. Mit seiner Frau Maria bekam er 11 Kinder.
Außer dem selbstbewohnten Eckhaus am Markt besaß die Familie weitere, heute größtenteils unter Denkmalschutz stehende, Immobilien in der Warburger Altstadt, darunter das 1471 errichtete ehemalige Amtshaus der Warburger Bäckergilde, genannt zum Eckmänneken und weitere Fachwerkhäuser in der Josef-Kohlschein-Straße, wie dem um 1600 errichteten Deelenhaus Nr. 1 oder das um 1744 erbaute Haus Nr. 31. 1963 wurden sämtliche Ländereien verkauft. Antons vierter Sohn, Richard (* 1942), der auch Landwirt geworden war, erwarb einen 80 ha. großen landwirtschaftlichen Betrieb bei Angoulême in Frankreich und wandert dorthin aus.
Anton Volmert arbeitete danach als Versicherungskaufmann und gründete eine örtliche Vertretung der LVM, die nach Erreichen der Altersgrenze von seinem Sohn Winfried weitergeführt wurde.

## Politik
Anton Volmert schloss sich zum 1. Februar 1940 der NSDAP an. Nach dem Zweiten Weltkrieg trat er schon sehr früh der CDU bei. Vom 20. April 1947 bis 25. Juli 1970 war Volmert Mitglied des Landtags des Landes Nordrhein-Westfalen. Er wurde jeweils im Wahlkreis 133 Warburg bzw. 135 Büren-Warburg direkt gewählt.
Ab 1953 war er CDU-Kreisvorsitzender in Warburg. Dem Kreistag des Landkreises Warburg gehörte er von 1956 bis 1960 und ab 1964 an.

## Ehrungen
- 1965: Großes Verdienstkreuz der Bundesrepublik Deutschland

## Schriften
- Die Landwirtschaftsschule in Warburg, in: Die Stadt Warburg. 1036–1986. Band 2, Hermann Hermes Verlag, Warburg 1986, S. 329–331.